# Ctenicera cuprea
Ctenicera cuprea (Fabricius, 1775) è un coleottero appartenente alla famiglia degli Elateridi.

## Descrizione

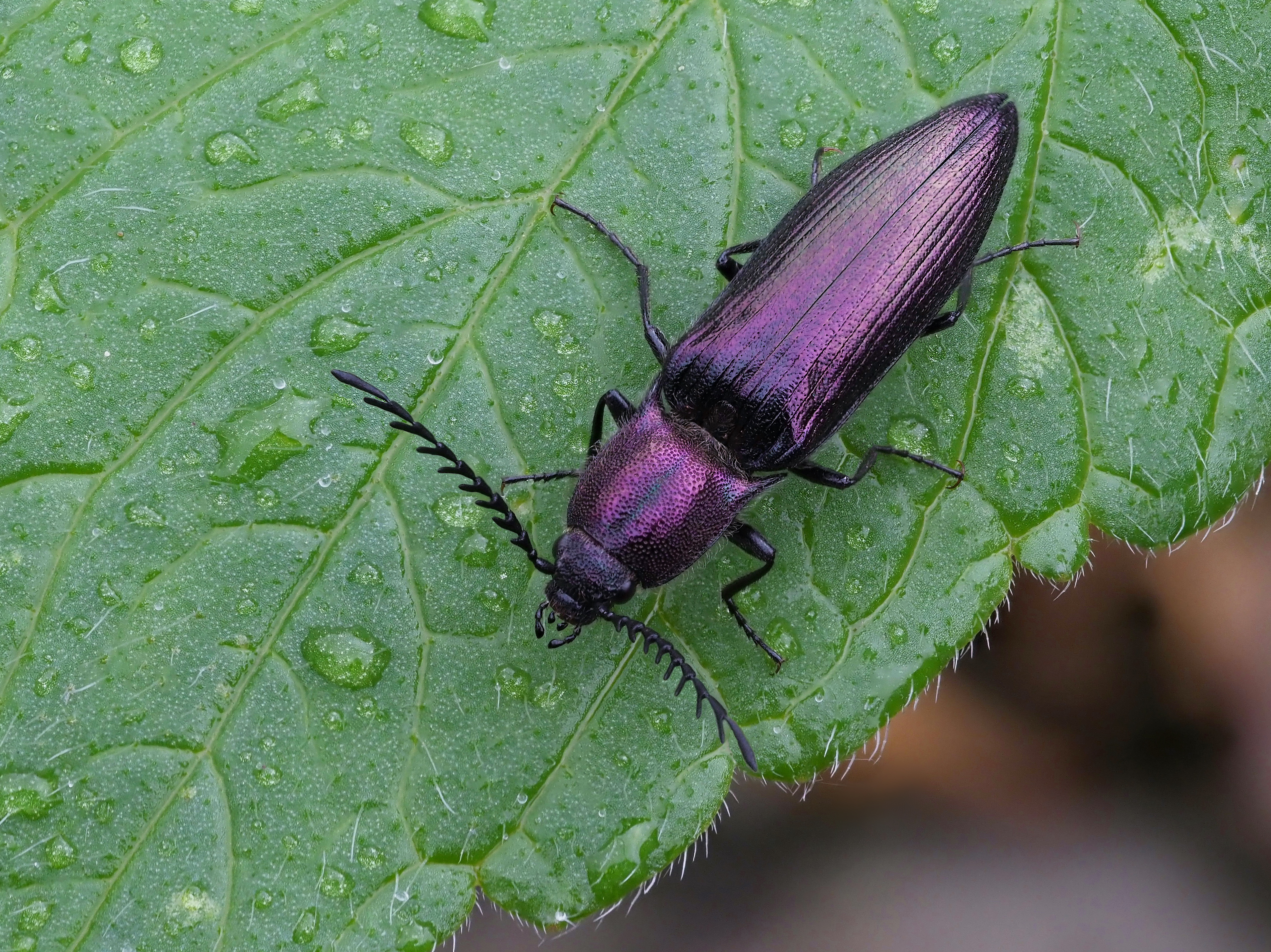
Esemplare fotografato presso Verviers (Vallonia, Belgio)

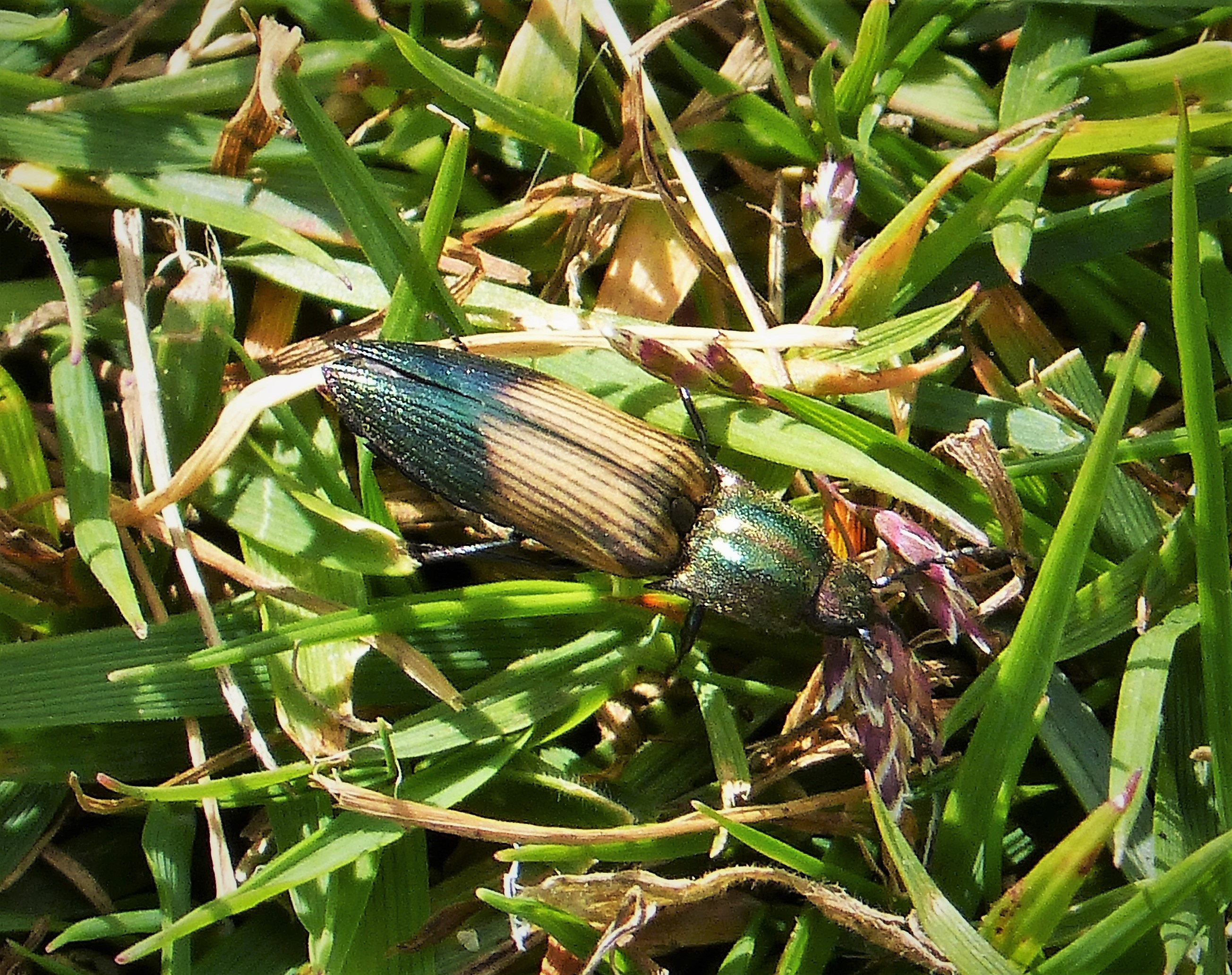
Esemplare fotografato sulle Malvern Hills nel Worcestershire (Inghilterra)

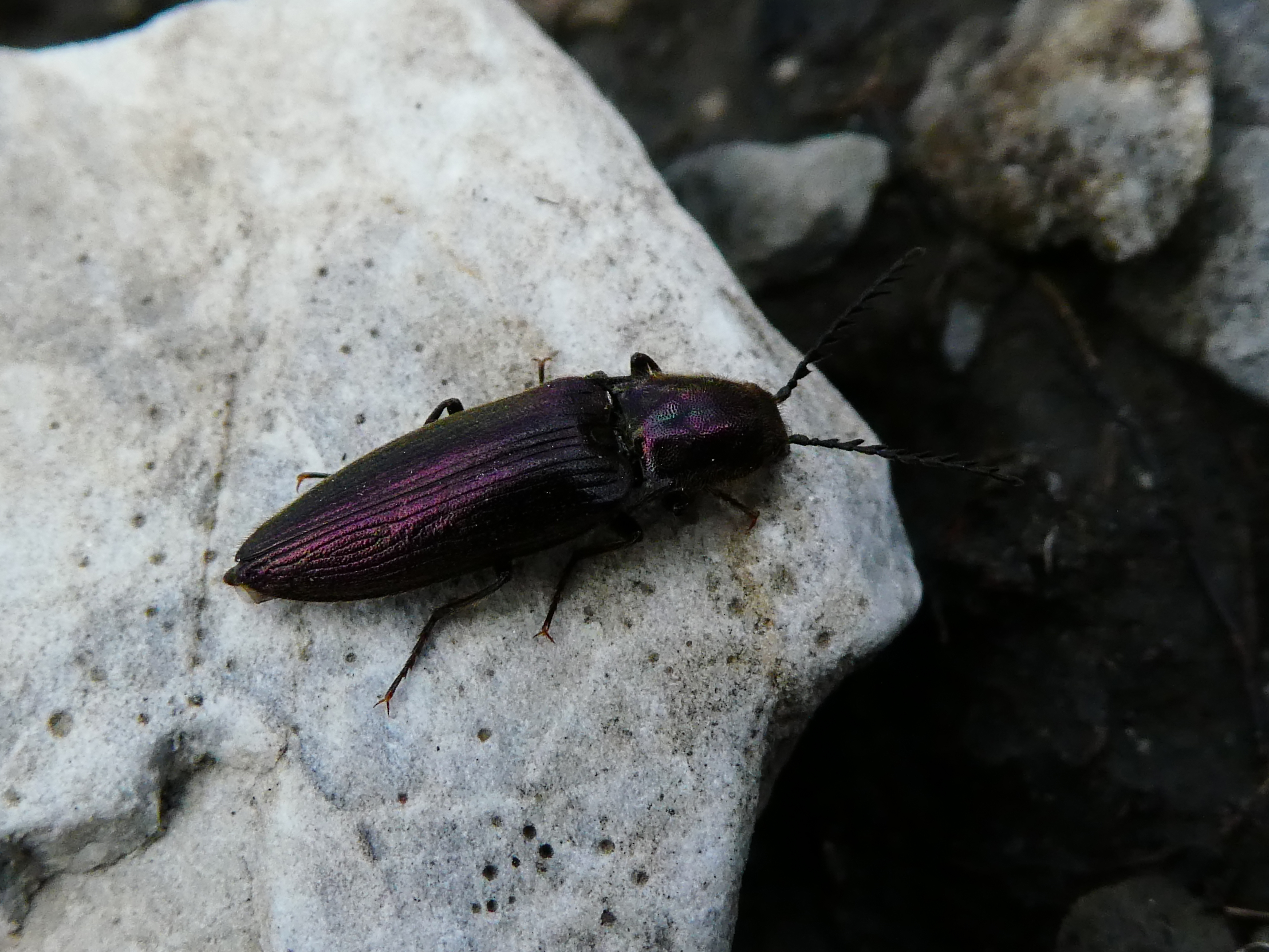
Esemplare fotografato nella Val Zebrù (provincia di Sondrio, Lombardia)

È un coleottero dalla forma allungata, grande dagli 11 ai 17 mm, con pronoto solcato da una linea longitudinale e acuminato negli angoli posteriori, scutello largo e in genere coperto da pubescenza pallida, elitre lunghe e glabre, e percorse da 5-6 evidenti strie longitudinali, zampe scure con artigli rossi e, nel maschio, lunghe antenne pettinate. Pronoto ed elitre sono visibilmente più larghi nelle femmine.
La specie è di difficile distinzione dalle sue congeneri, dato che in tutte si rileva una forte varabilità cromatica; tra le forme attestate, può essere interamente metallizzato verde, violaceo, bronzeo, rosso ramato (la var. aeruginosa), oppure con elitre marrone chiaro o giallo scuro che virano verso vari colori metallici alla base e alla punta.

## Biologia
L'adulto, presente da maggio a luglio, è molto attivo nelle ore di luce solare, ma si muove anche di notte ed è talvolta attratto dalla luce; predilige gli ambienti aperti ed è comune trovare i maschi posati in alto sulla vegetazione. Le uova vengono deposte a maggio-giugno in terreni con vegetazione sparsa, e si schiudono dopo circa un mese. Inizialmente le larve si nutrono di materiale vegetale, sia vivo, sia morto, ma man mano che maturano si inoltrano nel terreno e attaccano le radici; la loro maturazione dura diversi anni, dopodiché s'impupano in una cella scavata in profondità (tra 10 e 25 cm), spupando dopo alcune settimane e svernando sotto terra da adulti.
L'insetto risulta a volte dannoso per le coltivazioni (specie di cereali) e per i giardini coltivati.

## Distribuzione e habitat
Specie a distribuzione paleartica, con l'areale che si spinge fino alla Mongolia, vive dalla pianura sino ai rilievi subalpini. È molto frequente nei prati montani di diversi paesi dell'Europa, incluso tutto l'arco alpino e i Pirenei; è attestata anche in Germania, in Finlandia e nelle isole britanniche. In Gran Bretagna è più diffusa nel nord, da sopra gli estuari del Severn e del Wash fino alle Ebridi Esterne.